# Футболіст року в Австрії
Футболіст року в Австрії (нім. APA-Fußballerwahl) — австрійська футбольна нагорода, яке присуджує провідне інформаційне агентство Austria Presse Agentur за результатами опитування тренерів австрійської бундесліги, які називають по три футболісти. Гравець, що отримує найбільшу кількість очок, в кінці сезону здобуває дану нагороду.
Вперше звання футболіста року було розіграно 1984 року і дісталося Герберту Прохазці, і відтоді проводиться щорічно.
Найбільшу кількість разів нагороду здобував Давід Алаба (10) та Івиця Вастич (4), а серед клубів лідирують «Аустрія» (Відень) (8), «Баварія» (Мюнхен) (8), «Рапід» (Відень) (6).  

## Переможці
| Рік  | Футболіст            | Клуб                                 |
| ---- | -------------------- | ------------------------------------ |
| 1984 | Герберт Прохазка     | «Аустрія» (Відень)                   |
| 1985 | Герберт Прохазка (2) | «Аустрія» (Відень)                   |
| 1986 | Тоні Польстер        | «Аустрія» (Відень)                   |
| 1987 | Геріберт Вебер       | «Рапід» (Відень)                     |
| 1988 | Герберт Прохазка (3) | «Аустрія» (Відень)                   |
| 1989 | Герхард Родакс       | «Адміра Ваккер»                      |
| 1990 | Андреас Огріс        | «Аустрія» (Відень) / «Еспаньйол»     |
| 1991 | Нестор Хоросіто      | «Сваровскі-Тіроль»                   |
| 1992 | Андреас Герцог       | «Рапід» (Відень) / «Вердер»          |
| 1993 | Франц Вольфарт       | «Аустрія» (Відень)                   |
| 1994 | Гаймо Пфайфенбергер  | «Аустрія» (Зальцбург)                |
| 1995 | Івиця Вастич         | «Штурм»                              |
| 1996 | Міхаель Конзель      | «Рапід» (Відень)                     |
| 1997 | Тоні Польстер (2)    | «Кельн»                              |
| 1998 | Івиця Вастич (2)     | «Штурм»                              |
| 1999 | Івиця Вастич (3)     | «Штурм»                              |
| 2000 | Радослав Гилевич     | «Тіроль»                             |
| 2001 | Рональд Брунмайр     | ГАК                                  |
| 2002 | Владімір Яночко      | «Аустрія» (Відень)                   |
| 2003 | Андреас Іваншиць     | «Рапід» (Відень)                     |
| 2004 | Штеффен Гофман       | «Рапід» (Відень)                     |
| 2005 | Маріо Базіна         | ГАК                                  |
| 2006 | Александер Ціклер    | «Ред Булл» (Зальцбург)               |
| 2007 | Івиця Вастич (4)     | ЛАСК                                 |
| 2008 | Марк Янко            | «Ред Булл» (Зальцбург)               |
| 2009 | Штеффен Гофман (2)   | «Рапід» (Відень)                     |
| 2010 | Златко Юнузович      | «Аустрія» (Відень)                   |
| 2011 | Давід Алаба          | «Баварія» (Мюнхен) / Гоффенгайм 1899 |
| 2012 | Давід Алаба (2)      | «Баварія» (Мюнхен)                   |
| 2013 | Давід Алаба (3)      | «Баварія» (Мюнхен)                   |
| 2014 | Давід Алаба (4)      | «Баварія» (Мюнхен)                   |
| 2015 | Давід Алаба (5)      | «Баварія» (Мюнхен)                   |
| 2016 | Давід Алаба (6)      | «Баварія» (Мюнхен)                   |
| 2017 | Марсель Забітцер     | «Лейпциг»                            |
| 2018 | Марко Арнаутович     | «Вест Гем»                           |
| 2019 | Ерлінг Голанд        | ««Ред Булл» (Зальцбург)»             |
| 2020 | Давід Алаба (7)      | «Баварія» (Мюнхен)                   |
| 2021 | Давід Алаба (8)      | «Баварія» (Мюнхен) / «Реал» (Мадрід  |
| 2022 | Давід Алаба (9)      | «Реал» (Мадрід)                      |
| 2023 | Давід Алаба (10)     | «Реал» (Мадрід)                      |
| 2024 | Крістоф Баумгартнер  | «Лейпциг»                            |